# Macaíba
Macaíba é um município brasileiro, localizado na Região Metropolitana de Natal, no estado do Rio Grande do Norte, na Região Nordeste do país. Com cerca de 510 km² de área, é o quinto município mais populoso do estado, com uma população de quase 83 mil habitantes (2022). Está localizado às margens do Rio Jundiaí, é uma cidade vizinha à capital, Natal, do qual está distante 27 km de seu centro por via rodoviária.
O município destaca-se também por sua grande importância histórica, tendo como principal destino turístico o Solar Ferreiro Torto, construído no ano de 1614, como o engenho Potengi que, em setembro de 1989, foi tombado, como patrimônio histórico pelo Governo do Rio Grande do Norte. Outros destinos turísticos da cidade são a Matriz de Nossa Senhora da Conceição, a Capela de São José (mais antiga da cidade), o Solar da Madalena, a Capela da Soledade, a casa onde nasceu Henrique Castriciano, o Obelisco Augusto Severo, o Casarão dos Guararapes e o Solar Caxangá.
Dentre as personalidades brasileiras nascidas em Macaíba estão a poetista Auta de Sousa; o político, jornalista, inventor e aeronauta Augusto Severo; o político e ex-ministro da Justiça e Negócios Interiores, no Governo Afonso Pena, Augusto Tavares de Lyra e o advogado, político, escritor e educador Henrique Castriciano.

## História
O nome Macaíba vem do tupi makaîuba "macaúba", referindo-se à palmeira Acrocomia intumescens. Esse nome foi dado por Fabrício Gomes Pedroza (fundador de Macaíba e detentor de uma das maiores fortunas do Rio Grande do Norte) em 26 de outubro de 1855.
Sua primeira denominação foi Coité, referência à predominância desse tipo de vegetação no local. As boas condições do solo e o clima com pluviosidade favorável propiciaram o desenvolvimento da atividade agropecuária. Sua posição estratégica, a caminho de Natal, impulsionou o comércio. O posterior advento das linhas ferroviárias, no entanto, reduziu a importância de sua economia.
De seu território desmembraram-se os municípios de São Paulo do Potengi, São Gonçalo do Amarante e parte de São Tomé.

## Geografia
De acordo com a divisão do Instituto Brasileiro de Geografia e Estatística vigente desde 2017, Macaíba pertence às regiões geográficas intermediária e imediata de Natal. Até então, com a vigência das divisões em microrregiões e mesorregiões, fazia parte da microrregião de Macaíba, que por sua vez estava incluída na mesorregião do Leste Potiguar. Está a 27 km do centro da capital potiguar, Natal, e a 2 402 km da capital federal, Brasília.
Inserido na Região Metropolitana de Natal, Macaíba tem como limites São Gonçalo do Amarante e Ielmo Marinho a norte; Boa Saúde, Vera Cruz e São José de Mipibu a sul; Natal e Parnamirim a leste e, a oeste, Bom Jesus, São Pedro e novamente Ielmo Marinho. Seu território cobre uma área de 510,092 km² (0,9659% da superfície estadual) e é formado pela sede municipal e os distritos de Cajazeiras, Cana Brava, Mangabeira e Traíras, todos criados em 2015 por leis municipais. Da área total, 32,7783 km² constituem áreas urbanas (2019), sendo a sede constituída pelo Centro e mais dezesseis bairros.
O relevo de Macaíba, com altitudes inferiores a cem metros, é constituído pelos tabuleiros costeiros ou planaltos rebaixados, logo sucedidos pela depressão sublitorânea. Às margens dos rios estão as planícies fluviais, que inundam nos períodos de cheia. Geologicamente, o município está situado em área de abrangência do Grupo Barreiras, caracterizado pela presença de sedimentos de areia, arenitos e siltito da Idade Terciária, com idade estimada em sete milhões de anos. A oeste está o embasamento cristalino, onde são encontradas rocha granito-gnáissicas e sedimentos de anfibolito, migmatito e xistos, originários do período Pré-Cambriano médio, entre um bilhão e 2,5 bilhões de anos.
O tipo de solo predominante é o latossolo, do vermelho-amarelo distrófico, profundo e bastante drenado, com alto grau de porosidade e textura média, porém pouco fértil e não muito bem drenado. A oeste estão os solos podzólicos vermelho-amarelos, semelhantes aos latossolos, contudo são menos drenados. Há também os planossolos a noroeste e, a nordeste, estão pequenas áreas de areia quartzosa e solo indiscriminado de mangue, este coberto pelos manguezais, como o próprio nome indica, com espécies adaptadas ao alto grau de salinidade. Na nova classificação brasileira de solos, a areia quartzosa é chamada de neossolo, os solos podzólicos são os luvissolos e as demais classes permaneceram com suas denominações. Macaíba está em uma área de transição entre os biomas da Mata Atlântica e da caatinga, possuindo 92% do território no último e 8% no primeiro.
Na hidrografia, o município possui 71,95% de sua área na bacia hidrográfica do rio Potengi e o resto na bacia do rio Piranji. A cidade é cortada pelo Rio Jundiaí, que nasce na Serra Chata, em Sítio Novo, no agreste do Rio Grande do Norte, e desemboca no rio Potengi, após passar pela zona urbana de Macaíba, a sete quilômetros do Oceano Atlântico, percorrendo uma extensão total de 85 km. Sua bacia hidrográfica engloba onze municípios potiguares e cobre uma área de 803 km². Também passam pelo território municipal os riachos Água Vermelha, Lamarão, Taborda e do Sangue. As principais lagoas são: dos Cavalos, Grande e do Sítio. O principal reservatório é a Barragem Tabatinga, com capacidade para 89 835 677,53 m³ e construída no curso do rio Jundiaí com o objetivo de controlar a vazão do rio e, assim, conter as enchentes na zona urbana de Macaíba.
O clima macaibense é o tropical chuvoso, do tipo Aw na classificação climática de Köppen-Geiger), com chuvas concentradas entre os meses de março e julho. Segundo dados da Empresa de Pesquisa Agropecuária do Rio Grande do Norte (EMPARN), referentes ao período de 1912 a 1962 (até junho) e a partir de 1983 (a partir de outubro), apontam o maior acumulado de precipitação em 24 horas registrado em Macaíba atingiu 197,4 mm em 28 de novembro de 2023 (fora do período chuvoso). Outros acumulados iguais ou superiores a 150 mm foram: 185,5 mm em 9 de junho de 2008, 182 mm em 24 de junho de 1912, 168 mm em 3 de abril de 1997, 166,8 mm em 15 de maio de 2013, 156 mm em 16 de junho de 2008 e 155,4 mm em 1° de julho de 2000. O recorde de mês mais chuvoso da série histórica pertence a junho de 1994, com 524,1 mm acumulados. Desde setembro de 2019, quando entrou em operação uma estação meteorológica automática da EMPARN em Macaíba, a menor temperatura ocorreu em 10 de agosto de 2024 (18,3 °C) e a maior em 11 de março do mesmo ano (34,8 °C).
| Dados climatológicos para Macaíba                                                                | Dados climatológicos para Macaíba | Dados climatológicos para Macaíba | Dados climatológicos para Macaíba | Dados climatológicos para Macaíba | Dados climatológicos para Macaíba | Dados climatológicos para Macaíba | Dados climatológicos para Macaíba | Dados climatológicos para Macaíba | Dados climatológicos para Macaíba | Dados climatológicos para Macaíba | Dados climatológicos para Macaíba | Dados climatológicos para Macaíba | Dados climatológicos para Macaíba |
| Mês                                                                                              | Jan                               | Fev                               | Mar                               | Abr                               | Mai                               | Jun                               | Jul                               | Ago                               | Set                               | Out                               | Nov                               | Dez                               | Ano                               |
| ------------------------------------------------------------------------------------------------ | --------------------------------- | --------------------------------- | --------------------------------- | --------------------------------- | --------------------------------- | --------------------------------- | --------------------------------- | --------------------------------- | --------------------------------- | --------------------------------- | --------------------------------- | --------------------------------- | --------------------------------- |
| Temperatura máxima recorde (°C)                                                                  | 33,9                              | 34,6                              | 34,6                              | 34,5                              | 33,4                              | 33,2                              | 32,5                              | 32,3                              | 32,7                              | 33,8                              | 33,9                              | 33,9                              | 34,8                              |
| Temperatura mínima recorde (°C)                                                                  | 20,9                              | 21,5                              | 21,8                              | 20,9                              | 20,6                              | 19,4                              | 19,1                              | 18,3                              | 18,7                              | 19,4                              | 20,6                              | 20,3                              | 18,3                              |
| Precipitação (mm)                                                                                | 62,2                              | 97,3                              | 151,5                             | 174,5                             | 158,8                             | 180,7                             | 134,8                             | 71,5                              | 32                                | 14,1                              | 16,2                              | 24,6                              | 1 118,2                           |
| Fontes: EMPARN (recordes de temperatura: 05/09/2019-presente; médias de precipitação: 1911-2020) |                                   |                                   |                                   |                                   |                                   |                                   |                                   |                                   |                                   |                                   |                                   |                                   |                                   |

## Demografia
Entre os censos de 2010 e 2022, a população de Macaíba cresceu 18,4%, a uma taxa de 1,45% ao ano. Com 69 467 habitantes em 2010, esse número subiu para 82 249 em 2022, estando na quinta posição no estado e na 391ª no Brasil. A densidade demográfica era de 161,24 hab./km² e a razão de sexo de 95,91 (9 591 homens para cada 10 000 mulheres), com 51,04% da população do sexo feminino e 48,96% do sexo masculino. No quesito cor ou raça, mais da metade (55,88%) da população era parda, 38,72% brancos e 12,16% preta, 1,1% indígena e 0,22% amarela. A idade mediana da população era de 32 anos, variando de 31 anos em brancos a 38 em pretos, e a média de moradores por domicílio de 2,91.
| Macaíba (sede) | 66 490 | 80,84 |
| Traíras        | 4 910  | 5,97  |
| Mangabeira     | 4 773  | 5,8   |
| Cana Brava     | 3 518  | 4,28  |
| Cajazeiras     | 2 558  | 3,11  |
| Total          | 82 249 | 100   |

No censo de 2010, o último com dados divulgados sobre religião, 73,76% dos habitantes eram católicos apostólicos romanos, 17,55% evangélicos, 5,68% declararam não seguir nenhuma religião e 0,02% não sabiam sua preferência religiosa; outras denominações somavam 2,99%. Na Igreja Católica, a paróquia de Macaíba é subordinada à Arquidiocese de Natal e foi criada no dia 7 de setembro de 1877, possuindo como padroeira Nossa Senhora da Conceição. Dentre os credos protestantes ou reformados, a maior é a Assembleia de Deus (8,6% dos habitantes), seguida pela Igreja Universal do Reino de Deus (1,08%) e pela Igreja Batista (1,02%).
O Índice de Desenvolvimento Humano (IDH-M) do município é considerado médio, de acordo com dados do Programa das Nações Unidas para o Desenvolvimento (PNUD). Segundo dados do relatório de 2010, divulgados em 2013, seu valor era 0,640, estando na trigésima posição a nível estadual e na 3 291ª colocação a nível nacional. Considerando-se apenas o índice de longevidade, seu valor é 0,784, o valor do índice de renda é 0,613 e o de educação 0,545. Em 2010, 72,3% da população viviam acima da linha de pobreza, 17,94% entre as linhas de indigência e de pobreza e 9,76% abaixo da linha de indigência. No mesmo ano, os 20% mais ricos acumulavam 54,64% do rendimento total municipal, enquanto os 20% mais pobres apenas 3,8%, sendo o valor do índice de Gini, que mede a desigualdade social, igual a 0,510.

## Política e administração

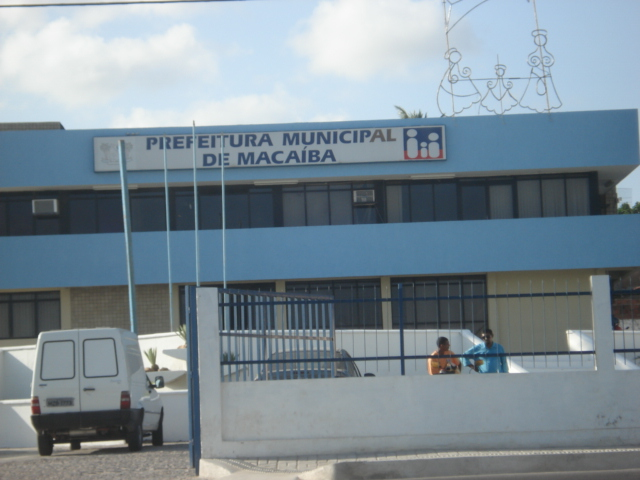
Palácio Auta de Souza, a sede da prefeitura de Macaíba desde 1990

Logo após a emancipação de Macaíba, o novo município teve o capitão Vicente de Andrade Lima como seu primeiro administrador, de 1879 a 1881. Em 1889, ano da Proclamação da República, Caetano José da Silva Costa tornou-se o primeiro intendente municipal, ocupando o cargo por cerca de dois meses e meio, até fevereiro do ano seguinte. O cargo de prefeito seria criado somente próximo ao ano de 1930, com a eclosão de um movimento revolucionário que pôs fim à República Velha. Na ocasião, foi nomeado o coronel Antônio de Andrade Lima, que logo se tornaria o primeiro prefeito de Macaíba. A primeira eleição municipal ocorreu somente em 1937, quando Alfredo Mesquita Filho, já à frente da prefeitura desde 1934, foi eleito pelo voto popular. O atual prefeito, eleito em novembro de 2020 e empossado em janeiro de 2021, é Edivaldo Emídio da Silva Júnior, do Partido Liberal (PL).
O prefeito exerce o poder executivo e é auxiliado pelo seu gabinete de secretários, nomeados livremente por ele. A sede da prefeitura é, desde 1990, o Palácio Auta de Souza, tendo, antes disso, funcionado no Solar Ferreiro Torto (1983-1990) e em outras duas sedes. A administração municipal também se dá pelo poder legislativo, representada pela câmara municipal, localizada no Palácio Alfredo Mesquita Filho e constituída por quinze vereadores. Entre as atribuições da casa legislativa estão elaborar e votar leis fundamentais à administração e ao executivo, especialmente o orçamento municipal, conhecido como Lei de Diretrizes Orçamentárias. Tanto o prefeito quanto os vereadores são eleitos pelo voto popular para mandatos de quatro anos. Macaíba se rege por lei orgânica, promulgada pela câmara em 3 de abril de 1990.
Atuando de forma independente dos poderes, existem alguns conselhos municipais em atividade: Alimentação Escolar, Assistência Social, Controle e Acompanhamento Social do FUNDEB, Cultura, Defesa Civil, Desenvolvimento Rural, Direitos da Criança e do Adolescente, Direitos da Mulher, Direitos da Pessoa com Deficiência, Direitos do Idoso, Educação, Saúde e Tutelar. Macaíba possui uma comarca do poder judiciário estadual, de entrância intermediária, cujos termos são Bom Jesus e Ielmo Marinho. Pertence à 5ª zona eleitoral do Rio Grande do Norte, possuindo, de acordo com o Tribunal Superior Eleitoral (TSE), 45 081 eleitores registrados em dezembro de 2020, equivalente a 1,917% do eleitorado potiguar.

## Infraestrutura básica
O serviço de abastecimento de água de Macaíba é feito pela Companhia de Águas e Esgotos do Rio Grande do Norte (CAERN), que possui um escritório local na cidade, e a concessionária responsável pelo fornecimento de energia elétrica é a Companhia Energética do Rio Grande do Norte (COSERN), do Grupo Neoenergia, presente em todos os municípios do Rio Grande do Norte. A voltagem nominal da rede é de 220 volts. Em 2010, o município possuía 89,42% de seus domicílios com água encanada, 99,08% com eletricidade e 79,76% com coleta de lixo.

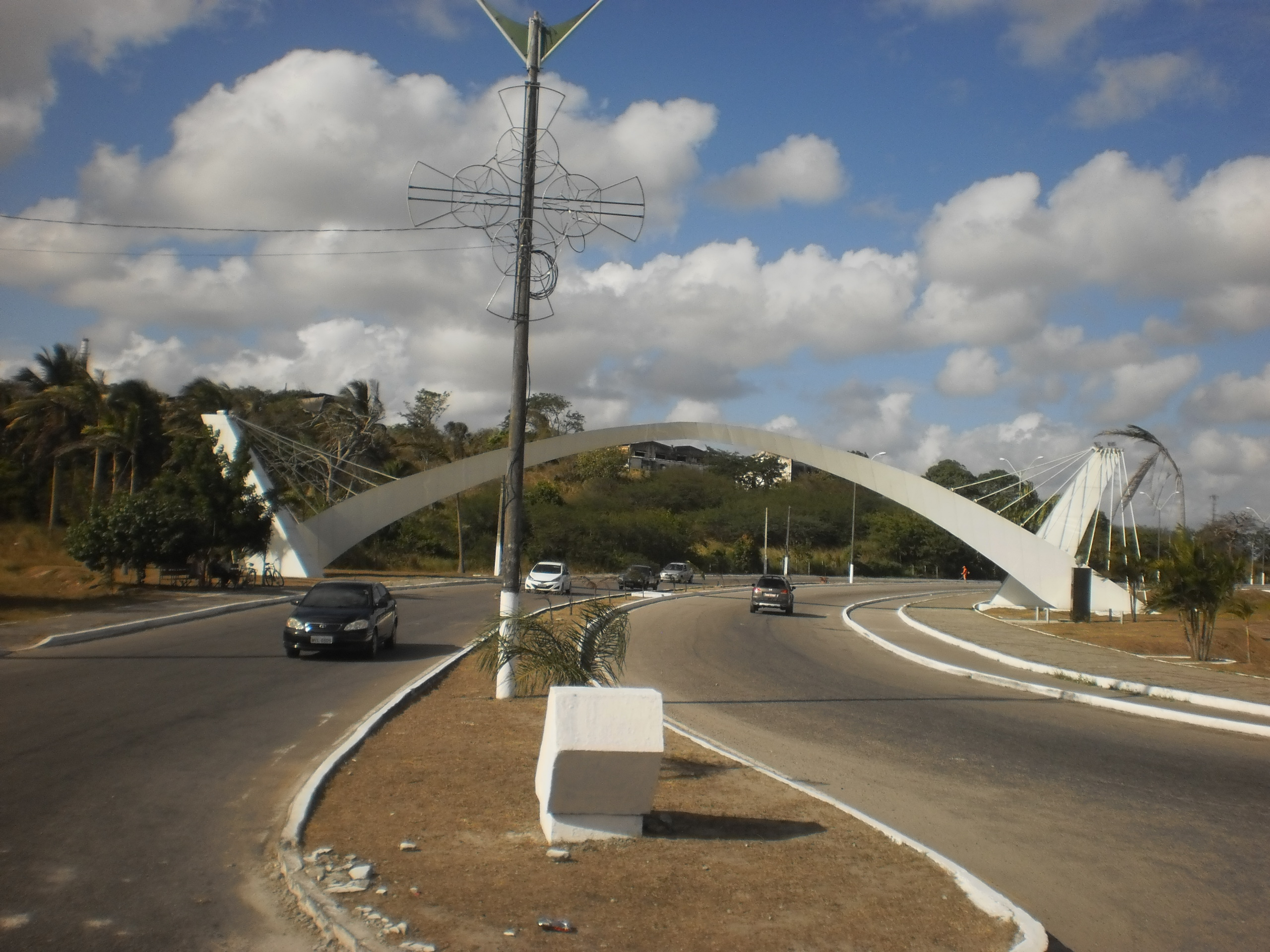
Pórtico na Avenida Mônica Dantas, cruzamento com a BR-304

Em 2017, na última Pesquisa Nacional de Saneamento Básico (PNSB), a rede de abastecimento de água da cidade tinha 223 quilômetros de extensão, com 13 552 ligações ou economias, das quais 12 999 residenciais. Em média eram tratados 10 694 m³/dia de água, sendo que 5 929 m³ chegavam aos locais de consumo, resultando em um índice de perdas de 44,6%. O índice de consumo per capita chegava a 455,4 litros diários por economia.
O código de área (DDD) de Macaíba é 084 e o principal Código de Endereçamento Postal (CEP) é 59280-000. Há cobertura de quatro operadoras de telefonia: Claro, Oi, TIM e Vivo. No censo de 2010, 72,2% dos domicílios tinham apenas telefone celular, 11,36% celular e telefone fixo, 1,49% apenas o fixo e 14,96% não possuíam nenhum.
A frota municipal no ano de 2020 era de 25 369 veículos, dos quais 10 710 motocicletas, 9 949 automóveis, 1 480 caminhonetes, 932	caminhões, 463	camionetas, 376 motonetas, trezentos ciclomotores, 293 reboques, 271 semirreboques, 164 micro-ônibus, 161 utilitários, 154 caminhões-trator, 93 ônibus, dez tratores de rodas, oito triciclos e cinco sidecares. Por Macaíba passa a rodovia federal BR-304, que liga Natal a Mossoró, a segunda maior cidade do Rio Grande do Norte, e a Fortaleza, a capital do Ceará, bem como a BR-226, que se entronca com a BR-304 (km 281) na chamada Reta Tabajara, zona rural do município.